# Fornelos (Cinfães)
Fornelos é uma povoação portuguesa sede da Freguesia de Fornelos do Município de Cinfães, freguesia com 10,08 km² de área e 590 habitantes (censo de 2021) tendo, por isso, uma densidade populacional de 58,5 hab./km²
Além da sede, a Freguesia de Fornelos é composta pelas povoações de: Casal Dito, Cimo da Vila, Cortegaça, Cunha, Guisande, Macieira, Outeiro, Pelourinhos, Quintã, Ribeirinha, Rua, Sarabagos, Sequeiro e Favacal.
Fornelos integrou o extinto concelho de Sanfins até 1855. 

## Demografia
A população registada nos censos foi:
| Distribuição da População por Grupos Etários | Distribuição da População por Grupos Etários | Distribuição da População por Grupos Etários | Distribuição da População por Grupos Etários | Distribuição da População por Grupos Etários |
| -------------------------------------------- | -------------------------------------------- | -------------------------------------------- | -------------------------------------------- | -------------------------------------------- |
| Ano                                          | 0-14 Anos                                    | 15-24 Anos                                   | 25-64 Anos                                   | > 65 Anos                                    |
| 2001                                         | 122                                          | 108                                          | 386                                          | 219                                          |
| 2011                                         | 85                                           | 73                                           | 358                                          | 187                                          |
| 2021                                         | 75                                           | 49                                           | 313                                          | 153                                          |

## Património
- Igreja de São Martinho (matriz)
- Santuário do Senhor dos Enfermos
- Casa do Paço
- Quinta das Carvalhas
- Castro de Aire
- Lugares de Guisande e de Lapa